# Gerres oblongus
Gerres oblongus är en fiskart som beskrevs av Cuvier, 1830. Gerres oblongus ingår i släktet Gerres och familjen Gerreidae. Inga underarter finns listade i Catalogue of Life.